# Heterochaenia
Heterochaenia es un género de plantas con flores perteneciente a la familia Campanulaceae, son nativas de Reunión. Comprende 5 especies descritas y de estas, solo 4 aceptadas.

## Taxonomía
El género fue descrito por Alphonse Pyrame de Candolle y publicado en Prodromus Systematis Naturalis Regni Vegetabilis 7(2): 441. 1839. La especie tipo es: Heterochaenia ensifolia A.DC.

## Especies aceptadas
A continuación se brinda un listado de las especies del género Heterochaenia aceptadas hasta octubre de 2013, ordenadas alfabéticamente. Para cada una se indica el nombre binomial seguido del autor, abreviado según las convenciones y usos.
- Heterochaenia borbonica Badré & Cadet
- Heterochaenia ensifolia A.DC.
- Heterochaenia fragrans H.Thomas, Félicité & Adolphe
- Heterochaenia rivalsii Badré & Cadet